# Escobar Inc
Escobar Inc ist eine kolumbianische Holdinggesellschaft (Mischkonzern) mit Sitz in Medellín. Das Unternehmen betreibt seine Geschäfte multinational und geht auf ein gleichnamiges Unternehmen von Pablo Escobar in den 1980ern zurück, welches diesem zur Geldwäsche diente. Seit der Neugründung im Jahre 2014 durch Escobars ältesten Bruder Roberto de Jesús Escobar Gaviria wird es von Olof K. Gustafsson geführt.

## Geschichte
Gegründet wurde Escobar Inc am 1. Mai 1984 von Pablo Escobar, nach der Ermordung des kolumbianischen Justizministers Rodrigo Lara Bonilla. Der Zweck der Unternehmung bestand darin, große Bargeldsummen, die Escobar mit seinen kriminellen Aktivitäten und dem Drogenhandel erzielte, zu waschen und aus Kolumbien zu schleusen. Im Anschluss wurden dann die Gelder im Ausland investiert. Dabei griff er bei der Geschäftsführung auf die Unterstützung seines Bruders Roberto Escobar zurück, um mit dem Unternehmen bis zu 420 Millionen US-Dollar pro Woche zu transferieren. Die Aktivitäten des Unternehmens wurden eingestellt, als sich Roberto Escobar am 8. Oktober 1992 den Behörden stellte und sein Bruder Pablo im Jahr darauf von einer US-amerikanisch-kolumbianischen Eliteeinheit auf der Flucht getötet wurde.

### Neugründung
2014 wurde das Unternehmen von Roberto Escobar im kolumbianischen Medellín mit dem Geschäftsführer Olof K. Gustafsson wieder hergestellt. Hauptgrund für die Neugründung war, die Kontrolle über die Marke Pablo Escobar und die der Escobar-Familie zurückzuerlangen und aufrechtzuerhalten. Das Unternehmen registrierte erfolgreich die Nachfolgerechte für Pablo Escobar in Kalifornien, USA. Außerdem konnte das Unternehmen erfolgreich 10 weitere Marken beim US-Patent- und Markenamt eintragen lassen.
Die Firma agiert auch nach ihrer Neugründung im Grenzbereich von Legalität und seriösem Geschäftsgebaren. Wiederkehrend werden von ihr Produkte wie Mobiltelefone, Armbanduhren oder spezielle Goldbarren offeriert, die sich an private Kunden richten und in ihrer Erscheinung aktuellen Trends folgen. Die angebotenen Produkte sind dabei mitunter Kopien von namhaften Herstellern, die deutlich günstiger angeboten werden und es gibt Berichte über nicht gelieferte Bestellungen und den Verlust des Kaufpreises durch unsichere Zahlungsdienstleister.

## Weitere Kontroversen

### Konflikt mit Netflix
Am 1. Juli 2016 sandte Escobar Inc einen Brief an die Produktionsfirma Netflix. Darin wurde auf die Fernsehserie Narcos Bezug genommen und für eine vermeintlich nicht autorisierte Nutzung von Inhalten 1 Milliarde US-Dollar als Kompensation für entgangene Gewinne gefordert. Ein Jahr später, am 11. September 2017, fand man dann den für Netflix tätigen Locationscout Carlos Muñoz Portal ermordet in seinem Auto in Mexiko. Roberto Escobar stritt jede Beteiligung an dem Vorfall ab und bot ergänzend an, einen vormals als Auftragsmörder verurteilten Mitarbeiter Netflix als Sicherheitsdienst zur Verfügung zu stellen. Am 6. November 2017 einigten sich die beiden Firmen bezüglich der Verwendung von nicht autorisierten Inhalten mit der Zahlung eines nicht genannten Betrages.

### US-Präsidentschaftswahl 2016
Am 11. April 2016, im Vorfeld der US-Präsidentschaftswahlen 2016 berichtete die Washington Post unter Berufung auf die Nachrichtenplattform Zignal labs, dass der CEO von Escobar Inc, Olof K. Gustafsson, den republikanischen Kandidaten Donald J. Trump angeblich dabei unterstützt habe, in den Sozialen Medien Anhänger zu gewinnen, wodurch die Präsenz und der Erfolg von Donald Trump in diesen Bereichen erheblich zunahm. Drei Jahre später bezog die Firma eine gegenteilige Position und startete am 8. Januar 2019 eine Spendenaktion in Höhe von 50 Millionen US-Dollar auf der Spendenplattform GoFundMe zur Finanzierung eines Amtsenthebungsverfahrens gegen Präsident Donald Trump. Die Aktion endete bereits nach 10 Stunden – in denen bereits circa 10 Millionen US-Dollar gesammelt wurden – weil die Plattform das Projekt unterband.

### Elon Musk und The Boring Company
Im Juli 2019 begann Escobar Inc mit dem Verkauf eines Propanbrenners, der das Aussehen eines Flammenwerfers haben sollte. Parallel beschuldigte die Firma medienwirksam den CEO von The Boring Company, Elon Musk, des Diebstahls von geistigem Eigentum. Dessen im April 2018 vorgestelltes Produkt Not-a-Flamethrower – vertrieben von The Boring Company – soll angeblich auf einem Design von Roberto Escobar basieren, welches bereits 2017 mit einem von Musks Ingenieuren diskutiert wurde. Im Verlauf des öffentlich ausgetragenen Streits bot Escobar Inc Musk an, den Streit mit 100 Millionen US-Dollar in Bar oder in Form von Teslaaktien beizulegen. Weiter drohte Roberto Escobar damit, gerichtlich gegen Musk vorzugehen und suggerierte so gegebenenfalls auch neuer CEO von Tesla werden zu können.